# Makrokylindrus hessleri
Makrokylindrus hessleri är en kräftdjursart som beskrevs av Daniel Reyss 1974. Makrokylindrus hessleri ingår i släktet Makrokylindrus och familjen Diastylidae. Inga underarter finns listade i Catalogue of Life.